# Galluccio
Galluccio est une commune d'Italie, de la province de Caserte, dans la région de Campanie.

## Toponymie
Le nom de Galluccio IPA [gal'lu:tʧo] viendrait du nom du chef d'une des colonies romaines (Trebonio Gallo) installé sur le territoire de la commune actuelle qui, dans un premier temps, était appelé Gallico (Gaulois), ensuite Gallicio et enfin Galluccio. Une autre hypothèse ferait remonter le nom à une ancienne racine linguistique (wal), indiquant le feu - feu des volcans, dont la zone était riche - et, en particulier, le volcan Monte Friello près de Galluccio.

## Blason
Sur fond argenté, un coq à la patte levé.
L'ornement extérieur du blason de Galluccio est caractéristique des « communes », i.e. au-dessus du blason, on y retrouve une couronne formée par un cercle ouvert, comprenant quatre portes, trois visibles, avec deux rangées de briques aux extrémités, soutenant une ceinture, ouverte de seize portes, neuf visibles, chacune d’elles étant surmontée par une crénelure en queue d'aronde, le tout d'argent et muré de noir.
La branche de chêne indique la force et la constance. La branche de laurier indique la noblesse et la gloire. Les branches sont nouées par un ruban aux couleurs nationales, i.e. de vert, de blanc et de rouge.

## Géographie
Galluccio est située au pied du massif du Monte Camino et le groupe volcanique de Roccamonfina et le profond canyon du fleuve Peccia, dans une région boisée où émergent de grands éperons rocheux et de vastes champs cultivés.

### Bourgs
La commune de Galluccio est formée de plusieurs bourgs dont Mieli, Saraceni, Cavelle, Pecorari avec de petits noyaux d'habitants à Cisterni et Cirelli.

## Histoire
Le territoire de la commune vit au fil des âges passer une succession de populations, de cultures et de dominations, en raison de sa position géographique stratégique et de la richesse des ressources naturelles qui ont constitué, et constituent toujours, les principaux avantages du terroir. 
La région est habitée depuis au moins le Paléolithique, mais les premiers habitants référencés furent successivement les Aurunces, les Sidicins, les Étrusques, qui fondèrent à quelques kilomètres de Galluccio la ville fortifiée de Cesennia, les Caleni, les Samnites, puis les Romains, qui établirent des colonies sur l'ensemble du territoire.
Au cours du IXe siècle, la région subit de violentes incursions sarrasines, qui remontaient la vallée du Garigliano. Les assaillants furent défaits en 885 par Guy III de Spolète. Ils réapparurent au Xe siècle et, au pied du Monte Camino, bâtirent un point d’appui(caposaldo) pour résister aux contre-attaques des troupes chrétiennes guidées par le pape Jean X, mais furent de nouveau battus lors de la bataille du Garigliano (915). 
À la suite de la défaite des Musulmans, les princes de Capoue, qui avaient participé aux batailles du Garigliano, firent construire en 915 une nouvelle citadelle : on peut encore en voir des ruines, qui délimitent le « centre historique » (centro storico) de Galluccio. 
Les descendants des seigneurs de Capoue prirent le nom de Galluccio et adoptèrent un blason représentant un coq rouge sur fond argenté.
Le 10 juillet 1139 eut lieu la bataille de Galluccio, entre l'armée de Roger III d'Apulie (fils de Roger le Normand) et celle du pape Innocent II, qui fut fait prisonnier et signa quelques jours plus tard la paix de Mignano.
La famille Galluccio régna jusqu'en 1480, puis le roi Ferdinand Ier de Naples assigna le fief à la famille Fieramosca. 
Entre-temps, la citadelle s'était agrandie et le territoire de la commune se vit occupé petit à petit par des paysans et des bergers, qui permirent le développement de l'agriculture. 
Comme preuve d'une forte croissance socioculturelle, on y bâtit plusieurs édifices religieux, dont la chapelle de Saint-Nicolas (San Nicola) et la première église de Saint-Stéphane (San Stefano). Une bulle du pape Jules II, conservée aux archives de la collégiale de Saint-Stéphane, énumérait les nombreuses églises existantes sur le territoire de Galluccio. C'est ce même pape qui voulut la construction de la majestueuse collégiale de Saint-Stéphane (San Stefano), bâtie sur les fondations de la première église, en guise de reconnaissance pour l'accueil reçu lors d'une halte dans le bourg.
En 1504, le roi Ferdinand III de Naples concéda le fief à son vice-roi, Gonzalve de Cordoue, en guise de récompense pour les services rendus au cours de la lutte contre l’armée française. Le fief fut ensuite tour à tour la propriété de diverses familles : Abenavolo (1523), comtesse Dorotea Spinelli et ses descendants (1543-1598), Pier Luigi Carafa (1638) et enfin, à la famille florentine de Vincenzo Velluti, comme en témoignent les inscriptions tombales que l’on retrouve dans la collégiale de Saint-Stéphane. 
En 1734, Galluccio fut le théâtre d'une bataille entre troupes espagnoles et autrichiennes. À la suite de leur victoire, les Espagnols régnèrent sur la région avec Charles III, roi d'Espagne (Carlo III di Borbone) qui, comme roi de Naples, prit le nom de Charles VII de Naples.
Au cours du XVIIIe siècle, des  bourgs se développèrent dans les environs immédiats de la forteresse (Cavelle, Saraceni, Mieli, Pecorari, Cisterni), et d'autres  plus éloignés (San Clemente, Sipicciano, Vaglie, Calabritto, Campo). À cette époque, l'ensemble du fief comptait deux mille habitants.
Après l'unification de l'Italie (fin du XIXe siècle), les habitants de la commune durent endurer les exactions de brigands qui, réfugiés sur les monts environnants, perpétraient des vols, enlèvements, assassinats et obligeaient les gens de la place à leur fournir des vivres.
Le XIXe siècle fut aussi marqué par des rivalités et diatribes entre les bourgs du territoire de Galluccio, surtout entre le centre historique et le hameau le plus populeux, San Clemente. La lutte pour l'hégémonie prit fin au cours des dernières décennies du siècle, lorsque San Clemente fut désignée chef-lieu administratif de la commune de Galluccio.
En novembre 1943, la ville fut le théâtre de combats entre la Wehrmacht et les forces alliés : le 1er novembre, une grande partie des bâtiments fut minée et rasée, et une partie de la collégiale de Saint-Stéphane fut détruite, mais l’église put être sauvée grâce à l'intervention de l'archiprêtre don Emilio Calce, qui réussit à convaincre le commandant allemand de l'épargner.

## Économie
L’activité économique de la commune de Galluccio repose principalement sur les activités agricoles, artisanales et le tourisme rural.
Une tradition historique forte marque l'artisanat artistique comme les céramiques (hameau de San Clemente) et le travail du fer forgé et du cuivre.

## Culture

### Monuments
- L'église Collégiale de Saint-Stéphane (Chiesa Collegiata di S. Stefano), construite au cours du XVIIe siècle, avec son plafond en bois et or et un clocher en tuf de style gothique comprenant une cloche datant de 1102.
- Le palais baronial (XVIIIe siècle)
- La chapelle de St-Nicolas (Cappella di San Nicola), située dans le bourg de Cisterni et datant du XIIe siècle : la crypte est une citerne romaine d'époque républicaine qui a été transformée en oratoire entre les Xe et XIIe siècles. Les murs intérieurs étaient couverts de fresques. La chapelle supérieure présentait des peintures murales exécutées entre 1300 et 1700. Cependant, il ne reste presque rien des anciennes peintures.
- L'église de l'Annonciation (Chiesa dell'Annunziata) probablement construite en 300 et rebâtie au cours du XVe siècle, est située dans le centre historique de la commune. De style roman, ses murs étaient décorés de fresques. Cependant il n'en reste que des traces mal conservées.
- L'église de Sainte-Marie du Triomphe (Chiesa di Santa Maria del Trionfo) actuelle l'église paroissiale du hameau de Sipicciano, datant du Moyen Âge et reconstruite en 1675.
- Les palais de Sipicciano : le palais Zarone, le palais Galdieri et le palais De Petrillo, datant du Moyen Âge.
- Les palais Di Salvo et Colizza.

### Autres
- Les ruines du Palais Verdone.
- Les ruines du Moulin d'Arpino.
- Les ruines de l'église de Saint-Barthélemy (Chiesa di San Bartolomeo), de style roman, est située dans le hameau de Sipicciano : les murs sont visibles ainsi qu’une partie de l'abside et du clocher.
- Les ruines de l'église de St-Donat (Chiesa di San Donato), datant du XVe siècle. Elle est actuellement à ciel ouvert et envahie par la végétation. Quelques fresques sont encore visibles.
- L'ancien pont sur le Peccia.
- Les chutes et les cascades du fleuve Peccia.
- Les canyons.
- Les vues panoramiques sur le mont Camino, le bourg Pecorari, le col Volparo, le volcan de Friello et sur toute la commune de Galluccio.

## Fêtes, foires, folklore et traditions
janvier : "Le feu de Sant'Antonio Abate" (il fuoco di S. Antonio). La veille de la fête, des feux sont allumés dans chaque hameau de la commune et ils y brûlent toute la nuit.
Dernier dimanche du Carnaval : Carnaval Gallucciano, avec des cortèges de masques, jeux et cantates.
juillet : 
- Festival des vins (hameau de Sipicciano), une occasion pour découvrir et déguster les productions vinicoles du nord de Caserte (Alto Casertano), plus particulièrement les vins de la région de Galluccio DOC.
- Exposition de l'artisanat, de l'agriculture et de l'entreprenariat local, jumelée au Festival international du Folklore avec la présentation de Groupes Folkloriques provenant de chaque partie du monde.
- Fête de Sant' Anna, fête patronale du hameau de Sipicciano.

août : 
- Fête de S. Stefano, dans le centre historique.
- Fête de S. Lorenzo martire, fête patronale du hameau de Campo.
- Fête de Santa Assunta, fête patronale du hameau de Calabritto.
- Fête de S. Giacomo Apostolo, fête patronale du hameau de Vaglie.
- Fête de S. Bartolomeo, fête patronale du hameau de Sipicciano.
- Fête de la gimblette (crispiegli), un des produits symbole de la civilisation paysanne du nord de Caserte (Alto Casertano), dégustations et démonstrations de la préparation de ce produit ancien.

septembre : 
- Fête de Sant'Antonio Abate, fête patronale du hameau de San Clemente.
- Fête du raisin, avec l'exposition et dégustation des raisins de production locale, la présence de chars allégoriques, spectacles musicaux et théâtre, congrès et débats sur la viticulture.

octobre :
- Fête de la châtaigne et du champignon porcini (hameau de Sipicciano), kiosques gastronomiques, dégustation de châtaignes rôties, de plats typiques, de fromages et de vins locaux.

## Gastronomie locale
Galluccio, comme les autres communes du nord de Caserte (Alto Casertano), est la terre du goût et de la saveur caractérisé par une grande variété de production agroalimentaire et œnologique, mais aussi par d'anciennes recettes rurales de la gastronomie locale.

### Produits typiques
Parmi les produits typiques, on note les châtaignes (marrons) qui jouissent d'une grande réputation, les cerises, l'huile d'olive extra-vierge, le miel d'une grande qualité, les fromages pecorino (lait de brebis) et caciocavallo, les charcuteries et les saucissons de toutes sortes (comme la soppressata, les saucisses fraîches et séchées, le capicollo, les salamis et le prosciutto).

### Vins (DOC)
Le territoire de Galluccio est célèbre depuis l'époque romaine pour sa variété de cépages qui a donné naissance à d'excellents vins locaux qui ont reçu l'attribution de la marque d'appellation contrôlée (DOC).
La zone de production du Galluccio DOC s’étend sur cinq communes, dont celle de Galluccio, dominée par le volcan éteint de Roccamonfina, qui avec son activité éruptive a rendu les terrains extrêmement propices à la culture de la vigne. Les dépôts de lave, riches en microéléments et en potassium, confèrent d’abord aux raisins et ensuite aux vins, des parfums intenses et délicats. Les principaux cépages cultivés sont l’Aglianico, pour les vins rouges et rosés, et le Falanghina, pour les vins blancs.
Les vins Galluccio (DOC) sont :
- Galluccio Bianco : vin blanc sec (11 %), constitué de 70 % de Falanghina, se marie bien avec des hors-d'œuvre et fritures à l'Italienne, poisson noble et crustacés, risotto aux fruits de mer, linguine aux langoustines ;
- Galluccio Rosso : vin rouge sec (11,5 %), constitué de 70 % d’Aglianico, se marie bien avec un soufflé de fromages à pâte molle, trippes et pommes de terre, lapin chasseur, potage de viande, de légumes et de fromage (minestra maritata e caciotta)
- Galluccio Rosato : vin rosé sec (11 %), constitué de 70 % d’Aglianico, se marie bien avec le risotto, les pâtes à la citrouille et piment fort (peperoncino), cavatelli et câpres, omelette d'oignons et de pommes de terre

## Administration
| Période                                  | Période  | Identité                         | Étiquette                           | Qualité |
| ---------------------------------------- | -------- | -------------------------------- | ----------------------------------- | ------- |
| 27 mai 2003                              | 2008     | Stefano Bartoli                  | Lista Civica                        |         |
| 15 avril 2008                            | En cours | Filippo De Gregorio (1er mandat) | Lista Civica: "Uniti per Galluccio" |         |
| Les données manquantes sont à compléter. |          |                                  |                                     |         |

La commune de Galluccio fait partie de la Communauté Montana « Monte S. Croce »

### Personnalité
Giovanni Antonio Campano (1429-1477), né à Galluccio, dans le bourg de Cavelle, a été évêque de Crotone et de Teramo, gouverneur pontifical de Todi, Foligno, Assise et la Città di Castello. Il a été l’orateur officiel de la Mission pontificale en Allemagne, à la Diète de Ratisbonne. Il est mort à Sienne et a été enseveli à la cathédrale de la même ville. Dans un de ses poèmes, intitulé « Son départ » (« La sua partenza »), le poète y décrit Galluccio.

### Hameaux
San Clemente, Calabritto, Campo, Sipicciano, Vaglie.

### Communes limitrophes
Conca della Campania, Mignano Monte Lungo, Rocca d'Evandro, Roccamonfina, Sessa Aurunca